# Alissas
Alissas település Franciaországban, Ardèche megyében. Lakosainak száma 1485 fő (2022. január 1.). Alissas Chomérac, Coux, Freyssenet, Privas és Rochessauve községekkel határos.

## Népesség
A település népességének változása:
| Lakosok száma | 508  | 618  | 720  | 1159 | 1430 | 1459 | 1479 | 1458 | 1447 | 1485 |
|               | 1968 | 1982 | 1990 | 2006 | 2013 | 2015 | 2017 | 2019 | 2020 | 2022 |